# Воложинская, Ольга Альгертовна
Ольга Ольгертовна Воложинская (род. 18 мая 1962 года, Таллин, ЭССР) — советская фигуристка, выступавшая в танцах на льду. В паре с Александром Свининым, она — неоднократный призёр чемпионатов СССР и серебряный призёр чемпионата Европы 1983 года. Мастер спорта СССР международного класса. В настоящее время — хореограф.

## Карьера
Начав карьеру в Таллине, Ольга Воложинская продолжила кататься в Москве в паре с Александром Свининым у Аллы Беляевой, потом у Елены Чайковской. Завоевав место в сборной СССР в 1980 году, танцевальный дуэт Воложинская/Свинин в 1983 году выиграл «серебро» на чемпионате Европы в Дортмунде, что стало самым значимым достижением в их карьере.
После завершения спортивной карьеры вместе с партнёром стали солистами театра Татьяны Тарасовой «Все звезды». А также по настоянию нового тренера отправились в США для участия в чемпионате мира среди профессионалов, где с минимальным счетом уступили лишь олимпийским чемпионам Сараева, легендарным английским танцорам Джейн Торвилл и Кристоферу Дину.
В 90-е, как и многие советские фигуристы и тренеры, переехала в США, где стала востребованным хореографом. Ставит программы и российским фигуристам, например в сезонах 2009—2010 и 2010—2011 работала с Алёной Леоновой. Ольга Воложинская работает в Мичигане в «The International Center for Excellence in Skating».

## Спортивные достижения
(с А. Свининым)
| Соревнования               | 1978—1979 | 1979—1980 | 1980—1981 | 1981—1982 | 1982—1983 | 1983—1984 | 1984—1985 | 1985—1986 |
| -------------------------- | --------- | --------- | --------- | --------- | --------- | --------- | --------- | --------- |
| Олимпийские игры           |           |           |           |           |           | 7         |           |           |
| Чемпионаты мира            |           |           | 5         | 6         | 4         |           |           |           |
| Чемпионаты Европы          |           |           |           | 4         | 2         | 5         |           |           |
| Чемпионаты СССР            | 6         | 3         | 4         | 3         | 2         | 4         | 4         |           |
| Skate Canada International |           |           |           |           |           |           | 1         | 2         |

## Образование
- ГИТИС[5]